# Daniele Chiffi
Daniele Chiffi (Padova, 14 dicembre 1984) è un arbitro di calcio italiano.

## Carriera
Dopo un'adolescenza nell'atletica leggera , inizia ad arbitrare nel 2002 e, dopo la trafila nelle serie minori, approda in Lega Pro nel 2011. Nella stagione 2013-2014 è promosso alla Can B, su decisione dell'allora designatore Stefano Farina. Il 10 maggio 2014 ha esordito in Serie A dirigendo Sampdoria-Napoli (2-5). Dalla stagione 2018-2019 figura nell'organico della CAN A, sia in qualità di arbitro che di VAR, dal 2020-2021 accorpata con la CAN B.
È arbitro internazionale, con decorrenza dal 1º gennaio 2022, con esordio da Direttore di gara nella fase a gironi di UEFA Europa Conference League nel novembre 2022 nella sfida Silkeborg Idrætsforening-Royal Sporting Club Anderlecht. Nella primavera del 2023 riceve il premio "Giovanni Mauro", destinato all'arbitro internazionale della CAN maggiormente distintosi durante la stagione sportiva. Nell'ottobre 2024 ha raggiunto le 100 presenze nella massima serie, dirigendo la sfida Genoa-Fiorentina.